# Muduex (kommunhuvudort)
Muduex är en kommunhuvudort i Spanien.   Den ligger i provinsen Provincia de Guadalajara och regionen Kastilien-La Mancha, i den centrala delen av landet, 80 km nordost om huvudstaden Madrid. Muduex ligger 813 meter över havet och antalet invånare är 129.
Terrängen runt Muduex är platt söderut, men norrut är den kuperad. Muduex ligger nere i en dal. Runt Muduex är det glesbefolkat, med 9 invånare per kvadratkilometer. Närmaste större samhälle är Trijueque, 6,7 km söder om Muduex. Trakten runt Muduex består till största delen av jordbruksmark.